# Kalmiuske
Kalmiuske (ukrajinsky Кальміуське) je město v Doněcké oblasti na Ukrajině. Leží na řece Kalmiusu 42 kilometrů na jihovýchod od Doněcka, správního střediska celé oblasti.

## Dějiny
Kalmiuske vzniklo v roce 1933 z železničního sídliště Karakubbud (Каракуббуд) a až do roku 1949 se jmenovalo Karakubstroj (Каракубстрой). Sídlo neslo do května 2016 jméno Komsomolske (Комсомольське, Комсомольское).
Jeho rozvoj je spjat s místním významným vápencovým lomem.
Od roku 1957 je Kalmiuske městem.